# 托马斯·海尔默
托马斯·海尔默（德語：Thomas Helmer，1965年4月21日—）是一位德国前足球运动员，现任电视节目主持人及足球官员。他在场上擅长担任清道夫，但主要被球队作为中后卫使用。其职业生涯的最大成功是随德国国家足球队夺得1996年欧洲足球锦标赛冠军。

## 俱乐部生涯
海尔默最早于巴德萨尔楚夫伦（SC Bad Salzuflen）开始其足球生涯，并于1984年加入比勒费尔德成为职业球员。1985年3月23日，他在对阵沙尔克04的德甲第24轮比赛中首次亮相，然而随着球队以0比3告负，海尔默在这项德国最高级别赛事并未能取得良好开端。在这场比赛之后，他仅再获得过3次短暂的出场机会，并且都是在补时阶段被换入。该赛季结束，球队因仅排名第16位而惨遭降级。随着原主力中后卫迪尔克·胡佩和德特列夫·施尼尔的转会，海尔默得以在1985-86赛季被列入比勒费尔德的首发名单，并最终占据主力位置。1985年11月2日，他射入了个人的德乙首球。在这场对阵柏林网球的比赛中，海尔默的入球打破场上僵局，并助攻队友以2比0完赛。该赛季他总共射入5球，与队友乌维·哈斯并列队内第二射手，然而球队却因排名第四错过了升入德甲的机会。
尽管如此，海尔默在来季还是参加了德甲联赛，多特蒙德将这位青年才俊招致麾下。在那里，海尔默立即就获得了主力位置，他最初是司职防守中場，而在后来的6个赛季则担当中后卫，成为多特蒙德防线的重要支柱。他的首个德甲入球及代表黄黑军团的首球则直至1987-88赛季才射入：在1987年11月7日以2比2战平斯图加特的比赛中，海尔默在球队落后的情况下射入1球将比分扳平，并在不久后反超，但他们最终未能将领先优势保持到完场。1989年6月26日，海尔默获得了首个国内赛事的冠军，多特蒙德在德国杯杀入决赛面对云达不来梅，海尔默随队以4比1战胜对手。
1992年，海尔默以750万德国马克的身价加盟拜仁慕尼黑，创下当时德甲最高的转会费纪录。他在那里确立了自己作为欧洲最优秀防守球员之一的地位，并成为球队不可或缺的核心。在1993-94赛季德甲联赛第32轮对阵纽伦堡的比赛中，海尔默射入一记“幽灵进球”帮助球队以2比1获胜。但事后德国足协认定入球无效，本场需要重赛，最终拜仁以5比0大胜对手并夺得该赛季冠军。在为拜仁慕尼黑效力期间，海尔默随队赢得了3次德国足球冠军（1994年、1997年、1999年）、1次德国杯冠军（1998年）和1次欧洲联盟杯冠军（1996年决赛主场2比0、客场3比1战胜波尔多），并在最后两年成为球队队长。1999年，海尔默跟随拜仁经历了痛苦的时刻，他们在1999年欧洲冠军联赛决赛对阵曼彻斯特联时遭到对手的补时扳平及绝杀，以1比2失利。然而海尔默在比赛中仅作为替补观看了整场比赛。随后，海尔默离开拜仁慕尼黑转会至英超球队桑德兰，并在那里结束了自己的职业生涯，期间他还曾短暂被租借至柏林赫塔。

## 国家队生涯
海尔默在1987年曾代表德国联邦国防军参加了世界军人足球锦标赛，并以亚军的成绩完赛。1990年至1998年期间，海尔默共68次为德国国家足球队出场，并在1996年夺得欧洲冠军。他的国家队首秀是1990年10月10日在斯德哥尔摩对阵瑞典的友谊赛中，主教练贝尔蒂·福格茨将他列入首发名单，并打满全场。1998年世界杯足球赛后，海尔默因伤病退出国家队，他的最后一场国家队比赛是在1998年6月29日以2比1战胜墨西哥，并在第38分钟便被克里斯蒂安·齐格替换下场。

### 国家队入球
以下为海尔默代表德国上阵所取得的入球及比分：
| #  | 日期           | 地点                          | 对手         | 入球 | 赛果 | 赛事               |
| -- | -------------- | ----------------------------- | ------------ | ---- | ---- | ------------------ |
| 1. | 1995年6月21日  | 苏黎世勒兹格伦德球场          | 義大利       | 1–0  | 2–0  | 友谊赛             |
| 2. | 1995年10月8日  | 勒沃库森乌尔里希·哈勃兰体育场 | 摩尔多瓦     | 2–0  | 6–1  | 1996年欧洲杯外围赛 |
| 3. | 1997年10月11日 | 汉诺威下萨克森体育场          | 阿尔巴尼亚   | 1–1  | 4–3  | 1998年世界盃外圍賽 |
| 4. | 1998年2月22日  | 利雅得法赫德國王國際體育場    | 沙烏地阿拉伯 | 2–0  | 3–0  | 友谊赛             |
| 5. | 1998年6月5日   | 曼海姆卡尔-本茨体育场         | 盧森堡       | 3–0  | 7–0  | 友谊赛             |

## 官员生涯
自2011年7月19日起，海尔默出任比勒费尔德足球俱乐部的董事会成员。

## 荣誉
俱乐部
- 欧洲联盟杯冠军： 1996年
- 德国足球冠军：1994年、1997年、1999年
- 德国杯冠军：1989年、1998年
- 德国联赛杯冠军：1997年、1998年

国家队
- 欧洲足球锦标赛冠军：1996年

个人
- 德国年度足球人物（德语：Mann des Jahres (Fußball)）：1996年

## 电视工作
早在2002年世界杯期间，海尔默便已作为Sat.1的现场记者奔赴韩国及日本进行采访。2004年欧洲杯和2006年世界杯期间，他又作为德国队的随队记者每天为德国体育电视发送报导。目前，海尔默是私人电视台德国体育一台和付费电视频道德甲汇总（LIGA total!）的节目主持人兼体育记者，并在若干档足球节目中担当嘉宾。此外，他也曾是PlayStation 2几款游戏的足球评论员。